# Malbouzon
Malbouzon (occitan Maboson, prononcer Mabouzou) est une ancienne commune française, située dans le département de la Lozère en région Occitanie qui fusionne le 1er janvier 2017 avec Prinsuéjols au sein de la commune nouvelle de Prinsuéjols-Malbouzon. Ses habitants sont appelés les Malbouzonais.

## Géographie

### Localisation
Malbouzon est situé dans l'Aubrac.

### Communes limitrophes
| Brion      | La Fage-Montivernoux                |                 |
| Nasbinals  | Malbouzon                           | Peyre en Aubrac |
| Marchastel | Prinsuéjols (Prinsuéjols-Malbouzon) |                 |

## Toponymie
Son nom étrange vient d'un sommet local appelé au Moyen Âge : Mont-Bosonis. La commune s'est appelée tour à tour Montbouson, Maubouson et enfin Malbouzon. Signalons que sur Nasbinals se trouve le lieu-dit Bouzon.

## Histoire
Le village fut à l'origine le « mas de Bozon », traversé par la Route d'Argent, qui a succédé à la voie romaine d'Agrippa.
Le 1er janvier 2017, elle fusionne avec Prinsuéjols pour constituer la commune nouvelle de Prinsuéjols-Malbouzon dont elle est une commune déléguée. Elle est le chef-lieu de la nouvelle commune.

## Politique et administration
| Période | Période  | Identité      | Étiquette | Qualité |
| ------- | -------- | ------------- | --------- | ------- |
| 2017    | En cours | David Tardieu |           |         |

| Période | Période | Identité      | Étiquette | Qualité |
| ------- | ------- | ------------- | --------- | ------- |
| 2001    | 2014    | Jean Poulhaon |           |         |
| 2014    | 2016    | David Tardieu |           |         |

## Population et société

### Démographie
L'évolution du nombre d'habitants est connue à travers les recensements de la population effectués dans la commune depuis 1793. À partir du 1er janvier 2009, les populations légales des communes sont publiées annuellement dans le cadre d'un recensement qui repose désormais sur une collecte d'information annuelle, concernant successivement tous les territoires communaux au cours d'une période de cinq ans. 
Pour les communes de moins de 10 000 habitants, une enquête de recensement portant sur toute la population est réalisée tous les cinq ans, les populations légales des années intermédiaires étant quant à elles estimées par interpolation ou extrapolation. Pour la commune, le premier recensement exhaustif entrant dans le cadre du nouveau dispositif a été réalisé en 2004,.
En 2014, la commune comptait 129 habitants, en évolution de −13,42 % par rapport à 2009 (Lozère : −1,04 %, France hors Mayotte : +2,49 %).
| 1793 | 1800 | 1806 | 1821 | 1831 | 1836 | 1841 | 1846 | 1851 |
| ---- | ---- | ---- | ---- | ---- | ---- | ---- | ---- | ---- |
| 247  | 215  | 271  | 271  | 227  | 221  | 231  | 254  | 278  |

| 1856 | 1861 | 1866 | 1872 | 1876 | 1881 | 1886 | 1891 | 1896 |
| ---- | ---- | ---- | ---- | ---- | ---- | ---- | ---- | ---- |
| 268  | 236  | 247  | 232  | 263  | 243  | 248  | 261  | 285  |

| 1901 | 1906 | 1911 | 1921 | 1926 | 1931 | 1936 | 1946 | 1954 |
| ---- | ---- | ---- | ---- | ---- | ---- | ---- | ---- | ---- |
| 277  | 294  | 277  | 223  | 249  | 245  | 275  | 241  | 249  |

| 1962 | 1968 | 1975 | 1982 | 1990 | 1999 | 2004 | 2009 | 2014 |
| ---- | ---- | ---- | ---- | ---- | ---- | ---- | ---- | ---- |
| 251  | 250  | 223  | 189  | 184  | 160  | 156  | 149  | 129  |

### Manifestations et festivités
Malbouzon est le siège chaque année au mois de juin d'une grande foire-exposition qui a rassemblé plus de 200 exposants en 2017 lors de son cinquantième anniversaire. Au départ, axée strictement sur l'agriculture (bêtes d'élevage, machines agricoles), elle s'est peu à peu diversifiée et présente aujourd'hui de nombreux stands d'artisans, de commerçants et de produits locaux. Elle attire environ 10 000 visiteurs chaque année.

## Culture locale et patrimoine

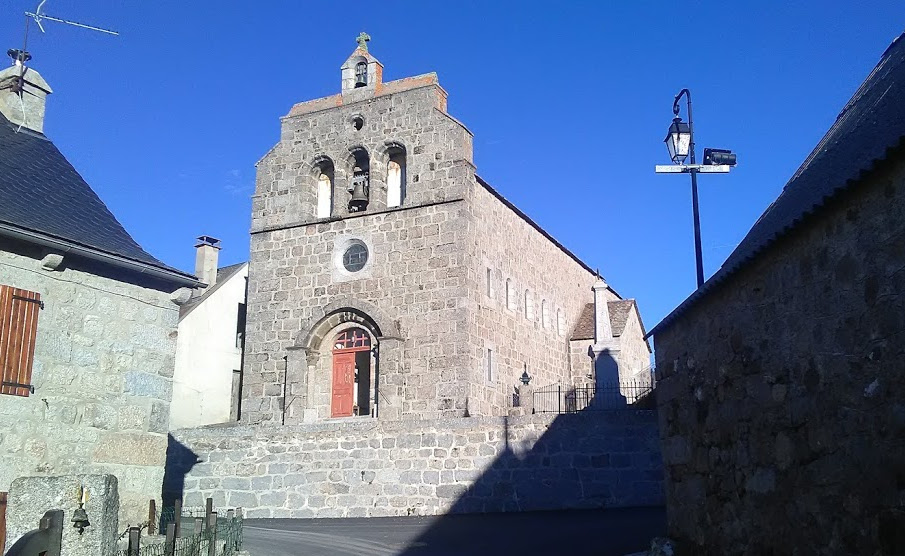
Église de l'Assomption de Marie.

### Lieux et monuments
- Église de l'Assomption de Marie, construite par les moines de Conques. Il reste l'abside du XIe siècle tandis que la nef était refaite et agrandie au milieu du siècle dernier.

### Le pèlerinage de Compostelle
La commune est également située sur la via Podiensis du chemin du pèlerinage de Saint-Jacques-de-Compostelle.
On vient d'Aumont-Aubrac, la prochaine commune est Rieutort-d’Aubrac.